# Landfall (Minnesota)
Landfall é uma cidade localizada no estado americano do Minnesota, no Condado de Washington.

## Geografia
De acordo com o United States Census Bureau, a cidade tem uma área de 0,3 km², onde 0,2 km² estão cobertos por terra e 0,05 km² por água.

### Localidades na vizinhança
O diagrama seguinte representa as localidades num raio de 8 km ao redor de Landfall.

## Demografia
Segundo o censo nacional de 2010, a sua população é de 686 habitantes e sua densidade populacional é de 3 783,80 hab/km². É a cidade mais densamente povoada do Minnesota. Possui 285 residências, que resulta em uma densidade de 1 571,99 residências/km².